# Onslow Village
Onslow Village is een plaats in het bestuurlijke gebied Guildford, in het Engelse graafschap Surrey. De plaats telt 8.184 inwoners.

## Plaatsen in district Guildford
- Onslow Village
- Guildford
- Effingham
- Wisley
- East Horsley
- Ockham
- Pirbright
- Send
- Send Marsh
- Shalford

## Voetnoten
1. 1 2  Census data